# Éva Maróti

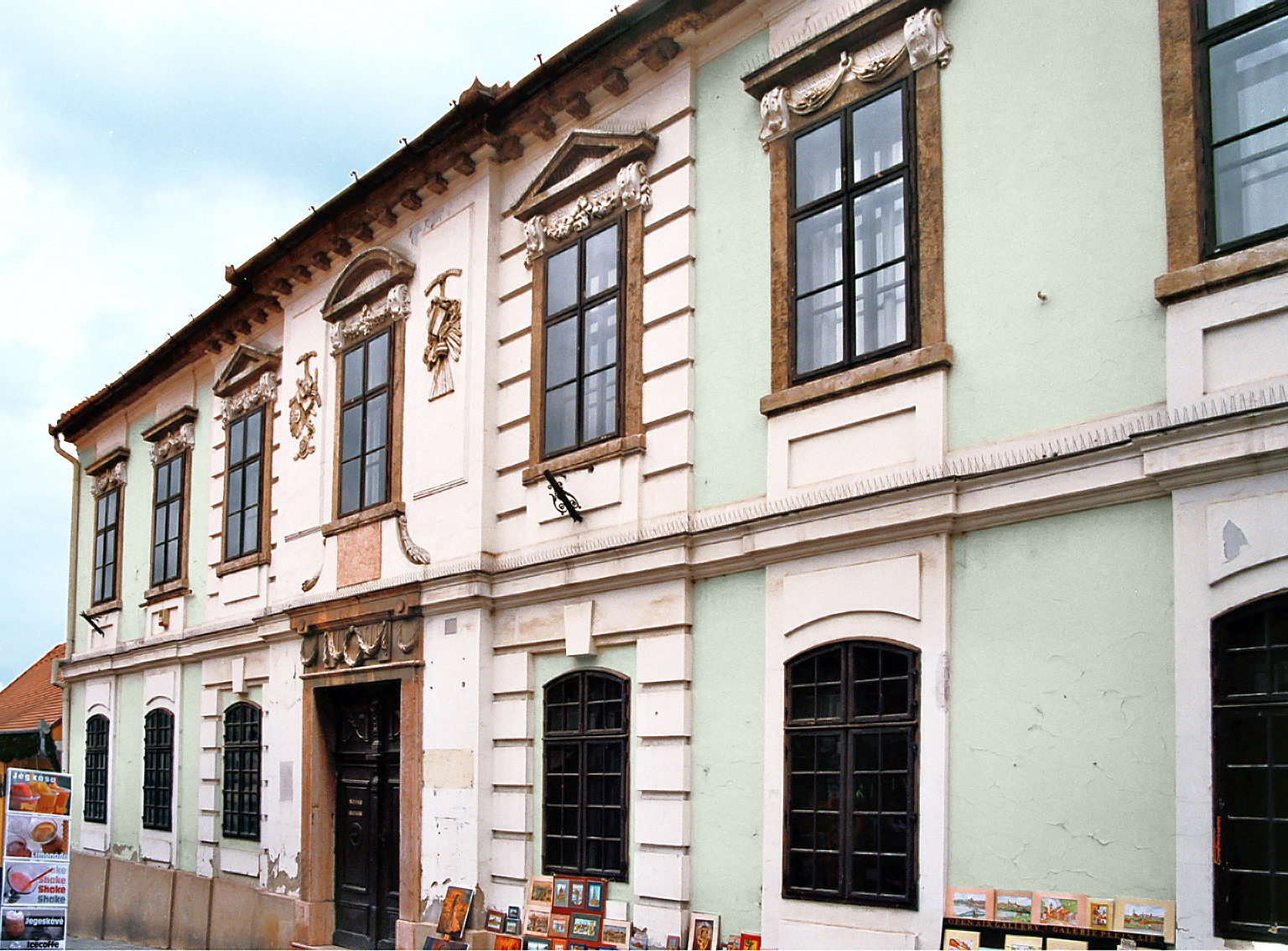
Das ehemalige Károly-Ferenczy-Museum am Fő-Platz in Szentendre. Im Jahr 2012 wurde es an dieser Stelle geschlossen und zog in die Kossuth-Lajos-Straße um.

Éva Maróti (* 20. November 1954 in Budapest, Ungarn) ist eine ungarische Provinzialrömische Archäologin.

## Leben und Wirken
Maróti wurde als Tochter des Biologen Mihály Maróti und dessen Frau, Mária Pill, geboren. Sie besuchte bis 1973 das János-Apáczai-Csere-Übungs-Gymnasium der Loránd-Eötvös-Universität in Budapest und begann in der Folge ein Studium an dieser Universität, zu dem insbesondere die Provinzialrömische und Mittelalterarchäologie zählte. 1978 legte sie ihre Magisterarbeit vor, die sich mit römischer Keramik aus Salla, dem heutigen Zalalövő, beschäftigte. 1986 legte sie an der Loránd-Eötvös-Universität ihre Dissertation zur gestempelten Keramik in Pannonien vor und wurde 1987 promoviert. Die Archäologin ist seit 1977 als wissenschaftliche Mitarbeiterin in der Museumsdirektion des Komitats Pest am Károly Ferenczy-Museum in Szentendre beschäftigt. 1980 und 1982 wurden ihre beiden Söhne geboren.
In den 1970er Jahren ergrub sie mit Judit Topál ein spätrömisches Gräberfeld am Kastell Szentendre. Unter der Leitung von Sarolta Tettamanti nahm sie 1978 Untersuchungen an der reformierten Kirche von Borsod vor. 1994 war sie mit Notgrabungen beschäftigt, die im Zuge des Baus der durch das Komitat Pest führenden Autobahn M1 notwendig wurde. Weitere Ausgrabungen bei Törökbálint standen vor dem Bau des an der Autobahn entstehenden gleichnamigen Industriegebiets Törökbálint-Tópark zwischen 1995 und 1999 an. Gleichfalls 1995 fand unter ihrer Leitung eine Nachuntersuchung am Burgus Szigetmonostor-Horány statt. Von 1997 bis 1998 war sie an dem südlich des Dorfes Páty gelegenen Malomdűlő tätig. Hier stand eine römerzeitliche Siedlung, deren Fundspektrum von der Bronze- bis in die Árpádenzeit reichte. Auch beim Bau der Mülldeponie Pusztazámor-Hulladéklerakó westlich von Érd leitete Maróti zwischen 1999 und 2000 Grabungen.
Ein Spezialgebiet der Archäologin sind römische Keramikstempel.
Maróti ist Mitglied der Magyar Ókortudományi Társaság (Ungarische Gesellschaft für Altertumskunde), der Magyar Régészeti és Művészettörténeti Társaság (Ungarische Gesellschaft für Archäologie und Kunstgeschichte) und war 2006 Gründungsmitglied des Magyar Régész Szövetség (Verband ungarischer Archäologen).

## Schriften (Auswahl)
- mit Ferenc Redő, Vera Lányi, Dénes Gabler, Klára Szabó, Gyula Fülöp, Árpád Miklós Nagy: Römische Forschungen in Zalalövő 1976. In: Acta archaeologica Academiae Scientiarum Hungaricae 30, 1–4, 1978, S. 349–430.
- mit Judit Tópal: Szentendre római kori temetője. Das römerzeitliche Gräberfeld von Szentendre. In: Studia Comitatensia 9, 1980. S. 95–177.
- Római őrtorony a pilisszántói Kálvárián (Römischer Wachturm auf dem Kalvarienhügel von Pilisszántó). In: Studia Comitatensia 17, 1985, S. 159–184.
- Die römischen Steindenkmäler von Szentendre, Ulcisia Castra. Direktion der Museen des Komitats Pest, Ausstellungskataloge, Szentendre 2003, ISBN 963-7215-92-1.
- Ein römisches Gebäude bei Szigetmonostor-Horóny. In: Pannonica provincialia et Archaeologica. Festschrift für Jenő Fitz. Ungarisches Nationalmuseum, Budapest 2003. S. 197–203.
- mit Zsolt Mráv: Kiadatlan római kori kőemlékek Pest megyéből. [Unveröffentlichte römische Steindenkmäler aus dem Komitat Pest.] In: Múzeumtörténeti és régészeti tanulmányok (= Studia Comitatensia 28). Szentendre 2004, S. 247–260.